# Banco Árabe para el Desarrollo Económico en África

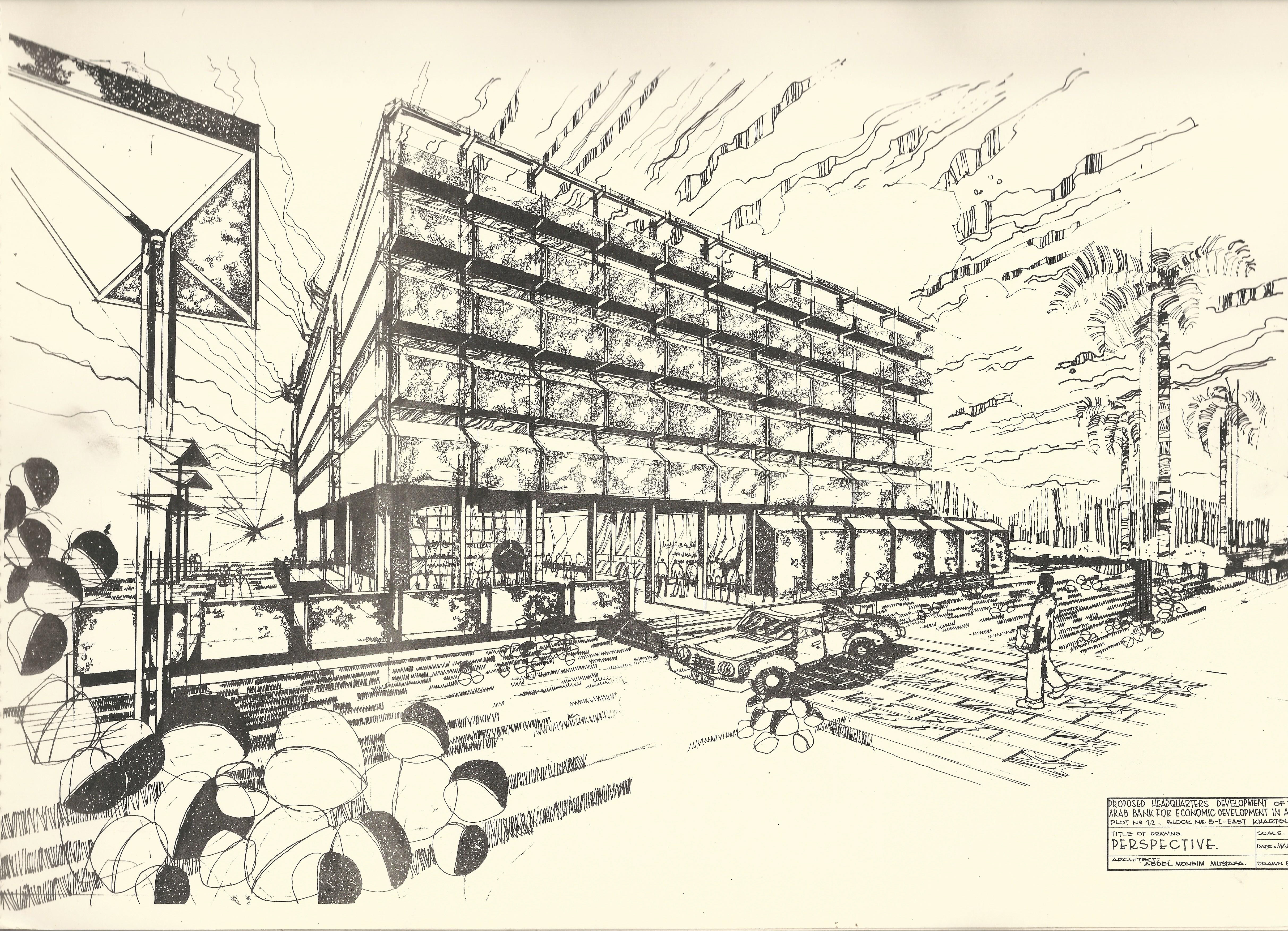
Perspectiva para el Banco Árabe para el Desarrollo Económico (BADEA), Jartum - Bloque no. 8-I-East, Sudán diseñado por Abdel-Moneim Mustafa,1977. Construcción 1977 - 1980. El complejo incluye oficinas, biblioteca, salas de reuniones y centro de conferencias, así como un edificio independiente de recreo para el personal.

El Banco árabe para Desarrollo Económico en África (conocido por sus siglas en francés BADEA, Banque Arabe pour le Développement Economique en Afrique, y que en árabe se escribe المصرف العربي للتنمية الاقتصادية في أفريقيا) fue establecido como consecuencia de la resolución de la 6.ª Cumbre Árabe en Argel (28 de noviembre de 1973). El Banco empezó sus operaciones en marzo de 1975. 
El BADEA es una institución financiera poseída por 18 países árabes miembros de la Liga Árabe que firmaron su acuerdo de establecimiento el 18 de febrero de 1974. El Banco es una institución internacional independiente que disfruta de pleno estatus legal internacional y completa autonomía administrativa y financiera. Está gobernado por su acuerdo de establecimiento y los principios de ley internacional. Su sede se encuentra en Jartum, la capital de la República del Sudán.

## Objetivos
El Banco se creó con el propósito de fortalecer la cooperación económica, financiera y técnica entre las regiones árabes y africanas, y para dar cuerpo a la solidaridad árabe-africana sobre unas bases de igualdad y amistad. Con estos propósitos se dio al banco un mandato para:
- Participar en financiar el desarrollo económico en países africanos.
- Estimular la contribución del capital árabe al desarrollo africano.
- Ayudar a proporcionar la asistencia técnica requerida para el desarrollo de África.

## El Séptimo Plan Quinquenal (2015–2019)
El consejo de gobernadores aprobó en su 39.ª sesión, celebrada en Túnez del 8 al 9 de abril de 2014, el 7.º Plan de cinco años (2015–2019), que entró en vigor en enero de 2015. Desde 1983 el BADEA basa sus actividades en planes quinquenales que relacionan los recursos disponibles con las necesidades de los países africanos receptores.
Adoptó una estrategia basada en un aumento gradual de los recursos financieros asignados a la financiación, de acuerdo con la expansión de sus operaciones para satisfacer las crecientes necesidades de los países del África subsahariana, en todas las esferas, especialmente en las de alimentación, transporte, salud, educación y desarrollo de recursos humanos.
Las asignaciones para el Séptimo Plan Quinquenal (2015 -2019) se elevaron a 1,6 millardos de dólares estadounidenses ($), representando un aumento de 0,6 millardos respecto a las del Sexto Plan Quinquenal (2010–2014). El primer año del plan (2015) los compromisos empiezan con 250 millones de $ y se incrementan anualmente para lograr 350 millones en 2019.
Dentro de este plan, 1,1 millardos de $ serán asignados a proyectos del sector público; 0,45 millardos, para los del sector privado; y los restantes 50 millones de $, para las operaciones de asistencia técnica. Además, entre 150 y 250 millones de $ serán asignados anualmente durante los cinco años del plan para financiar el comercio entre países árabes y africanos.

## Operaciones de préstamo
Las intervenciones del BADEA incluyen varios productos que han sido realzados y diversificados para satisfacer las necesidades económicas de los países beneficiarios. Han sido constantemente promovidos para adecuarse a los mecanismos de desarrollo y su atmósfera. Estos productos podrían categorizarse de la sigue forma:
1. Financiación de proyectos de desarrollo:  es el producto más importante en términos de volumen. Los préstamos para financiar los proyectos se conceden en términos concesionales, que en algunos proyectos suponen una donación superior al 50 %.
2. Financiación de operaciones de asistencia técnica:  se realizan donaciones para financiar estudios de viabilidad para proyectos de desarrollo y operaciones de apoyo institucional.
3. Financiación de exportaciones árabes a países africanos: un programa lanzado en 1983.
4. Promoción de inversiones árabes en países africanos: BADEA ha adoptado varios métodos a este respecto.
5. Alivio de deuda de los Países Pobres Fuertemente endeudados (HIPC): 28 países han beneficiado de esta iniciativa.
6. Financiación de Ayuda Urgente: una actividad limitada a los países del Sahel que sufrieron sequía en 1987.

## 40 años promoviendo la cooperación y solidaridad afroárabes (1974-2014)

### Reducción de pobreza
El objetivo más fundamental del BADEA en su intervención en todos los sectores es aliviar la pobreza. Con este fin, se da prioridad a proyectos de desarrollo con impacto directo e indirecto en la reducción de la pobreza. Puesto que la pobreza afecta tanto a la población rural como a los habitantes de en zonas urbanas (en el extrarradio de las ciudades, los "pobres urbanos"), el programa de préstamos del BADEA se centra en proyectos de infraestructura, los cuales ayudan a crear un entorno adecuado para la inversión, aumentando la producción agrícola y el desarrollo rural, y mejorando la infraestructura urbana y rural, lo cual se considera un factor importante para promover la inversión. Además de esto, el programa incluye la reactivación de elementos de producción y la creación de ocupación para permitir que los segmentos más pobres la comunidad aumenten sus ingresos. El BADEA también ha financiado a microempresas y pymes a través de líneas de crédito.

### Destacando la función de las mujeres en el desarrollo
El BADEA reconoce que las mujeres desempeñan un papel clave en impulsar el desarrollo social y reducir la pobreza. Por tanto, las operaciones (proyectos o asistencias técnicas) financiadas por el BADEA se centran en la implicación de mujeres en estas actividades. El Banco emprende programas que destacan la participación de mujeres en el desarrollo, y ciertas operaciones se dedican exclusivamente a mujeres, en áreas rurales y en sectores modernos de producción.

### Operaciones regionales
El transporte regional está considerado como un pilar fundamental del proceso de integración regional, puesto que facilita el establecimiento de enlaces entre países africanos y entre África y el mundo árabe. Además, estos enlaces tienen un impacto positivo en la promoción del continente africano, al expandir el círculo de intercambio comercial, facilitando la circulación de productos entre países africanos, así como el transporte interior. Contribuirán también a la extensión de mercados, creando mercados regionales o continentales de bienes y servicios, y consiguiendo por tanto desarrollo en África.
A este respecto, las asignaciones totales para financiar operaciones regionales durante el periodo 1975-2013 ascendieron a 537,7 millones de $, dirigidos a financiar 66 proyectos regionales, y a 7,69 millones de donaciones para financiar 25 estudios de viabilidad técnica y económica. Algunos de estos estudios dieron posteriormente lugar a proyectos que financió el BADEA.

### Coordinación y cofinancianción
```
El BADEA otorga gran importancia a la coordinación con instituciones financieras de desarrollo, particularmente las árabes (por ejemplo el 
Banco Islámico de Desarrollo
 o el 
Fondo árabe para desarrollo económico y social
), debido a las oportunidades financieras especialmente para financiar grandes proyectos propuestos por países beneficiarios. Las instituciones árabes de promoción del desarrollo que forman el Grupo de Coordinación constituyen una plataforma para el intercambio de conocimiento, coordinación de políticas y establecimiento de contactos con instituciones internacionales de desarrollo. El BADEA contribuye a todos los encuentros que reúnen a instituciones regionales e internacionales que operan en el campo de apoyo al desarrollo de los países del África subsahariana.
```

### Planes y visiones futuros
Habiendo revisado la experiencia de cooperación durante las pasadas cuatro décadas, el BADEA intentará, dentro del marco de sus planes y visiones, fortalecer su papel en el desarrollo económico y social a través de la mejora de sus productos y la expansión de sus operaciones.